# مسجد ومدرسة الأمير فخر الدين
مسجد الأمير فخر الدين أو جامع البنات أو المدرسة الفخرية، شيده سنة 821هـ/1418م الأمير فخر الدين عبد الغني بن عبد الرزاق بن أبي الفرج بن نقولا بن الوزير تاج الدين الأرمني الأصل وذلك في أيام السلطان المؤيد شيخ ليكون مدرسة تلقى به دروس التصوف والفقه على المذهب الحنفي والمالكي والشافعي.

## وصف الجامع
صحن الجامع مكشوف يحيط به أربعة ايوانات أكبرها الإيوان الشرقي وهو ايوان القبلة.
والمحراب تسوده البساطة يجاوره منبر مطعم بالعاج. وحول الصحن أربعة أبواب درفها مزخرفة بالنحاس يؤدى الباب الشمالي الشرقي إلى قبر الفخري وأبنه.
للجامع بابان أحدهما في الواجهة الغربية على شارع بورسعيد وبهذه الواجهة مئذنة الجامع وسبيل يعلوه كتاب. والمئذنة الحالية ليست هي المئذنة الأصلية للجامع.
والمئذنة الحالية بنتها والدة حسين بك نجل محمد علي باشا سنة 1851 كما أصلحت الواجهة الغربية المطلة حاليا على شارع بورسعيد.

## تاريخ إصلاحاته
كان الجامع قد تداعي في القرن التاسع عشر وقامت لجنة حفظ الآثار العربية سنة 1895 بتجديده وإصلاحه.
وفي سنة 1992 تداعى الجامع واختلت جدرانه على أثر الزلزال الكبير الذي حدث بالقاهرة في تلك السنة وأصلحته هيئة الآثار المصرية.
في سنة 1895 أصلحت لجنة حفظ الآثار العربية الايوانين الشرقي والغربي وعملت سقوفا جديدة لهما.. وقومت الجدران ودعمتها .. كما أصلحت الأرضيات والشبابيك الجصية والمنبر والأبواب النحاسية.
وابتداء من سنة 1995 على أثر الزلزال قامت هيئة الآثار المصرية بتجديد الجامع تجديداً شاملاً وأعادت بناء ما تداعي من جدرانه.. وأقيمت فيه الشعائر من جديد.

## شهرته بجامع البنات
ذكر الرحالة عبد الغني النابلسي الذي زار القاهرة 1105 هـ (1639م) أن أهل القاهرة يعرفون هذا المسجد بجامع البنات ، لأن البنت التي لم يتيسر لها الزواج كانت تأتي المسجد يوم الجمعة أثناء الصلاة، وتجلس في مكان به، فإذا كان المصلون في السجدة الأولى من الركعة الأولى تمر الفتاة بسرعة بين الصفين وتذهب خارجة من المسجد.. وكانوا يعتقدون أنها سرعان ما تتزوج وقد جربوا ذلك. وقد انقضت تلك الخرافة منذ زمن بعيد ونسيها الناس وبقيت التسمية ملازمة للجامع للآن.

## موقع الجامع
الجامع كائن حاليا بشارع بور سعيد في باب الخلق قسم الدرب الأحمر، ويتبع منطقة آثار شمال القاهرة.